# Downstream Processing
Die Reinigung bzw. das Downstream Processing bezeichnet in der Verfahrenstechnik alle Verfahren, die zur Abtrennung und Reinigung von Fermentationsprodukten aus einer Fermentationsbrühe eines biotechnologischen Prozesses angewandt werden. Dieser Begriff umfasst mechanische, thermische, elektrische und physiko-chemische Verfahren.

## Prozessbeschreibung
Die Produktreinigung umfasst eine Reihe von Aufarbeitungsschritten, die die Reinheit der Endprodukte erhöhen und gewährleisten sollen. Je nach Produkt sind mehr oder weniger Aufarbeitungsschritte notwendig. Einer der ersten Schritte umfasst die Abtrennung der Mikroorganismen (Zellabtrennung) vom Produktmaterial, das außerhalb der Organismen anfällt, oder die nach erfolgtem Zellaufschluss durchzuführende Abtrennung bei Produkten aus dem Zellinneren. Daran schließt sich die Isolierung (Capture) des Produktes aus der Fermentationsbrühe an und zum Abschluss wird das Produkt in mehreren Reinigungsschritten (Polishing) angereichert. Den Abschluss bildet die Formulierung des Endprodukts in der gewünschten Reinheit. Innerhalb des biotechnologischen Prozesses stellt die Reinigung den höchsten Anteil der Prozesskosten dar, diese liegen im Normalfall bei 40 bis 60 % der Gesamtkosten, können aber bei sehr aufwändig zu reinigenden Produkten wie rekombinanten Proteinen oder monoklonalen Antikörpern für medizinische Anwendung bis über 80 % der Kosten ausmachen.
Die Anzahl der Reinigungsschritte hängt von der gewünschten Reinheit des Endproduktes sowie der Anfangskonzentration in der Fermentationsbrühe ab. Mit zunehmender Zahl der Reinigungsschritte nimmt der Zuwachs der Reinheit pro Reinigungsschritt ab, zudem tritt in allen Reinigungsschritten ein Produktverlust auf, wodurch die Produktausbeute mit der Anzahl der Reinigungsschritte abnimmt.

## Angewandte Verfahren
- Mechanische Abtrennung (zum Beispiel Zentrifugation, Sedimentation, Filtration, Flotation)
- Thermische Verfahren (zum Beispiel Kristallisation, Verdampfen, Rektifikation, Destillation, Chromatographie, Dialyse (Chemie))
- Elektrische Verfahren (zum Beispiel Magnetische Abscheidung, Elektrolyse)
- Physiko-chemische Verfahren (zum Beispiel reaktive Fällung, Polymerisation, Depolymerisation, Derivatisierung)